# The Tall Ships' Races
The Tall Ships Races er en international langdistancekapsejlads for skole- og øvelsesskibe for sejl. Den har været arrangeret siden 1956. Den var tidligere kendt som Cutty Sark Tall Ships Races, idet den i perioden 1973 til 2003 blev sponsoreret af firmaet bag Cutty Sark Scotch Whisky, der har sejlskibet Cutty Sark som varemærke.  
Sejladsen arrangeres af Sail Training International og holdes hvert år i europæisk farvand og består typisk af to etaper på flere hundrede sømil samt en mellemliggende venskabssejlads. 
Danmark har som søfartsnation tradition for at lægge havne til anløb af kapsejladsens skibskaravane. Således var Esbjerg målhavn i 1993, 2001, 2014 og er igen værter i 2018, mens Aarhus lagde havn til starten i 2007 og 2013 samt mål i 2019, og Aalborg var vært i 1999, 2004 og 2010, 2015, 2019 og 2022. Også Frederikshavn og København har været blandt de danske værter. 